# Crossopalpus dilutipes
Crossopalpus dilutipes är en tvåvingeart som först beskrevs av Gabriel Strobl 1906.  Crossopalpus dilutipes ingår i släktet Crossopalpus och familjen puckeldansflugor. Inga underarter finns listade i Catalogue of Life.